# Серноа
Серноа (фр. Cernoy) насеље је и општина у североисточној Француској у региону Пикардија, у департману Оаза која припада префектури Клермон.
По подацима из 2011. године у општини је живело 258 становника, а густина насељености је износила 52,55 становника/km². Општина се простире на површини од 4,91 km². Налази се на средњој надморској висини од 104 метара (максималној 155 m, а минималној 100 m).

## Демографија
| 1962. | 1968. | 1975. | 1982. | 1990. | 1999. | 2011. |
| ----- | ----- | ----- | ----- | ----- | ----- | ----- |
| 84    | 87    | 94    | 100   | 145   | 189   | 258   |

График промене броја становника у току последњих година